# Fliknäva
Fliknäva (Geranium dissectum) är en växtart i familjen näveväxter.

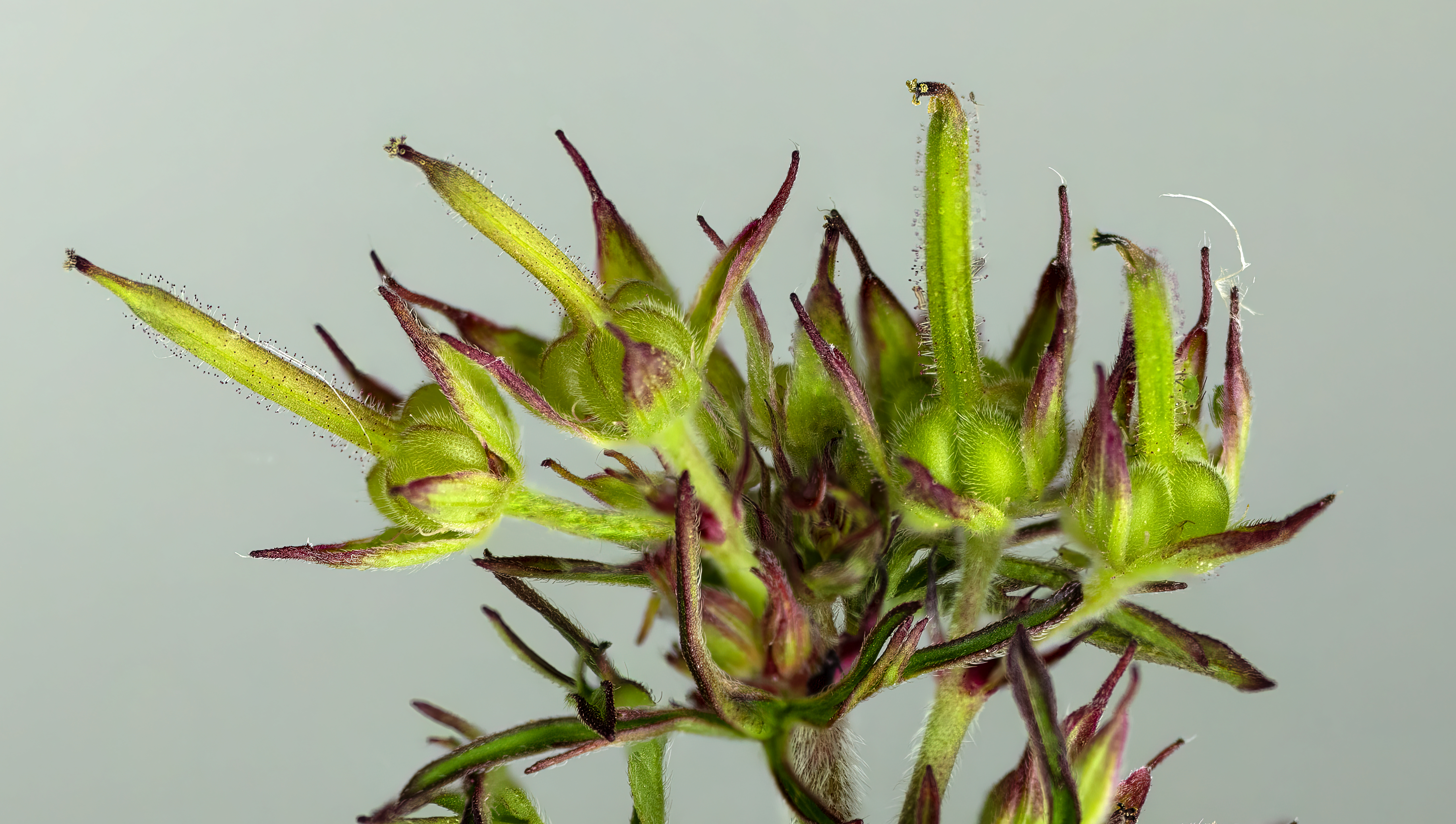
Omogen infrutescens